# Susi Good
Susi Good (Mels, 1966) es una deportista suiza que compitió en escalada, especialista en la prueba de dificultad.
Ganó dos medallas de oro en el Campeonato Mundial de Escalada, en los años 1991 y 1993, y una medalla de oro en el Campeonato Europeo de Escalada de 1992.

## Palmarés internacional
| Campeonato Mundial | Campeonato Mundial   | Campeonato Mundial | Campeonato Mundial |
| Año                | Lugar                | Medalla            | Prueba             |
| ------------------ | -------------------- | ------------------ | ------------------ |
| 1991               | Fráncfort (Alemania) | Medalla de oro     | Dificultad         |
| 1993               | Innsbruck (Austria)  | Medalla de oro     | Dificultad         |
| Campeonato Europeo |                      |                    |                    |
| Año                | Lugar                | Medalla            | Prueba             |
| 1992               | Fráncfort (Alemania) | Medalla de oro     | Dificultad         |